# Onychium contiguum
Onychium contiguum là một loài thực vật có mạch trong họ Adiantaceae. Loài này được Wall. ex C. Hope miêu tả khoa học đầu tiên năm 1901.